# Anni 310
Gli anni 310 sono il decennio che comprende gli anni dal 310 al 319 inclusi.

## Eventi, invenzioni e scoperte
- 313: Editto di Milano emanato dall'imperatore Costantino che tollera il Cristianesimo.

## Personaggi
- Costantino, imperatore romano d'Oriente